# Colpotrochia osuzensis
Colpotrochia osuzensis là một loài tò vò trong họ Ichneumonidae.